# Pycnococcaceae
Pycnococcaceae, porodica zelenih algi, jedna od dvije redu Pseudoscourfieldiales. Postoje 22 vrste unutar pet rodova.

## Rodovi
1. Crassosphaera I.C.Cookson & S.Manum, 1
2. Noremia Kedves, 5
3. Pseudoscourfieldia I.Manton, 1
4. Pterospermopsis W.Wetzel, 13
5. Pycnococcus R.R.L.Guillard, 2